# Tosta

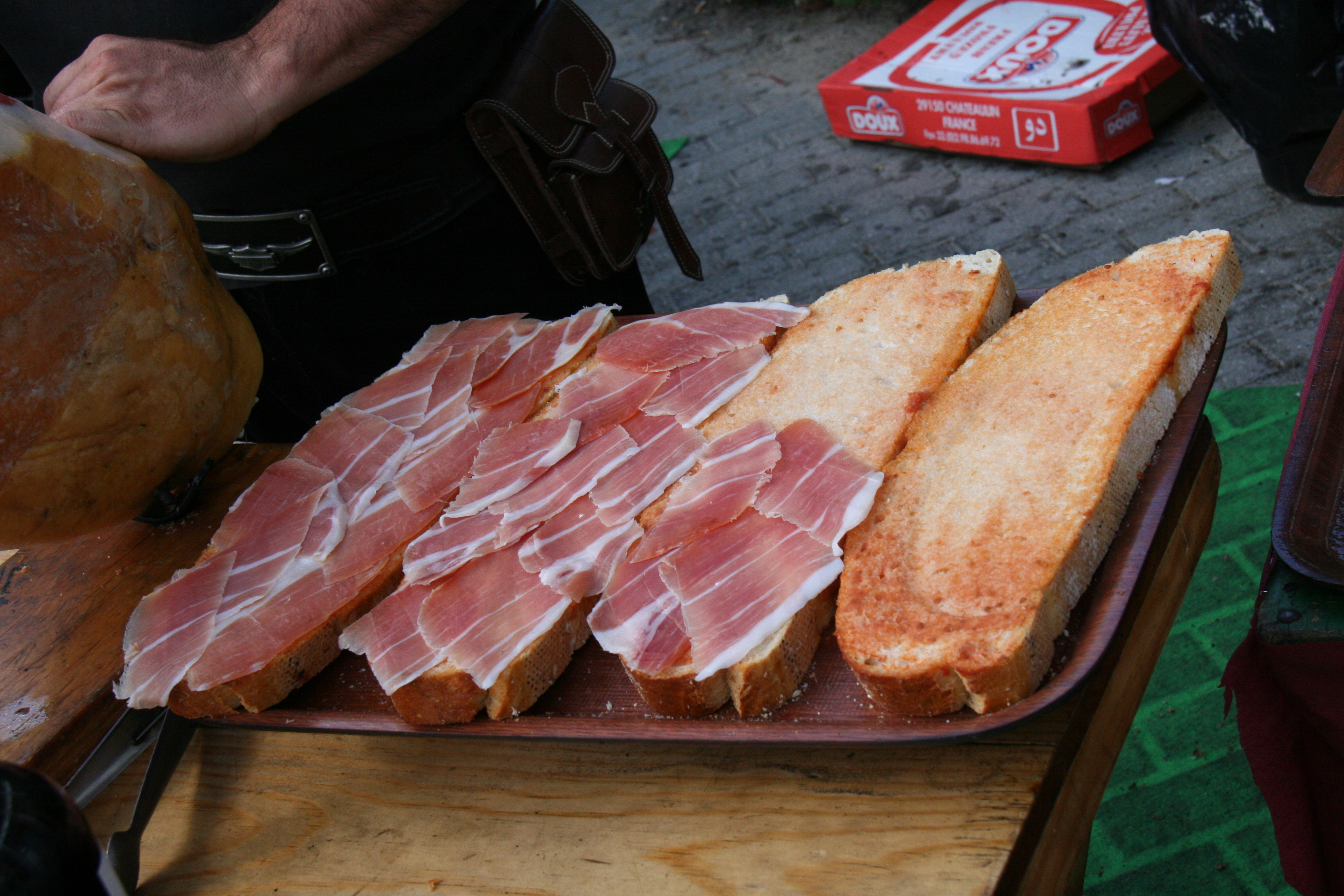
Tostas de pa amb tomàquet.

Un smørrebrød.

La tosta (tostada, emparedado abierto o sándwich abierto, también tartine) es un tipo de sándwich que tiene uno de sus extremos abierto, es decir, se elabora solo con una rebanada de pan en lugar de las dos (o más) que se emplean en los sándwiches cerrados. El contenido de este sándwich suele ponerse apilado en la parte superior. El pan empleado suele tener mayor consistencia para su mejor manipulación. Existen muchas variantes de tostas a lo largo de las gastronomías del mundo, con diversos ingredientes. En la mayoría de los casos se trata de una mezcla de un elemento cárnico con alguna verdura (fresca o encurtida). Pueden elaborarse dulces o salados.

## Variantes

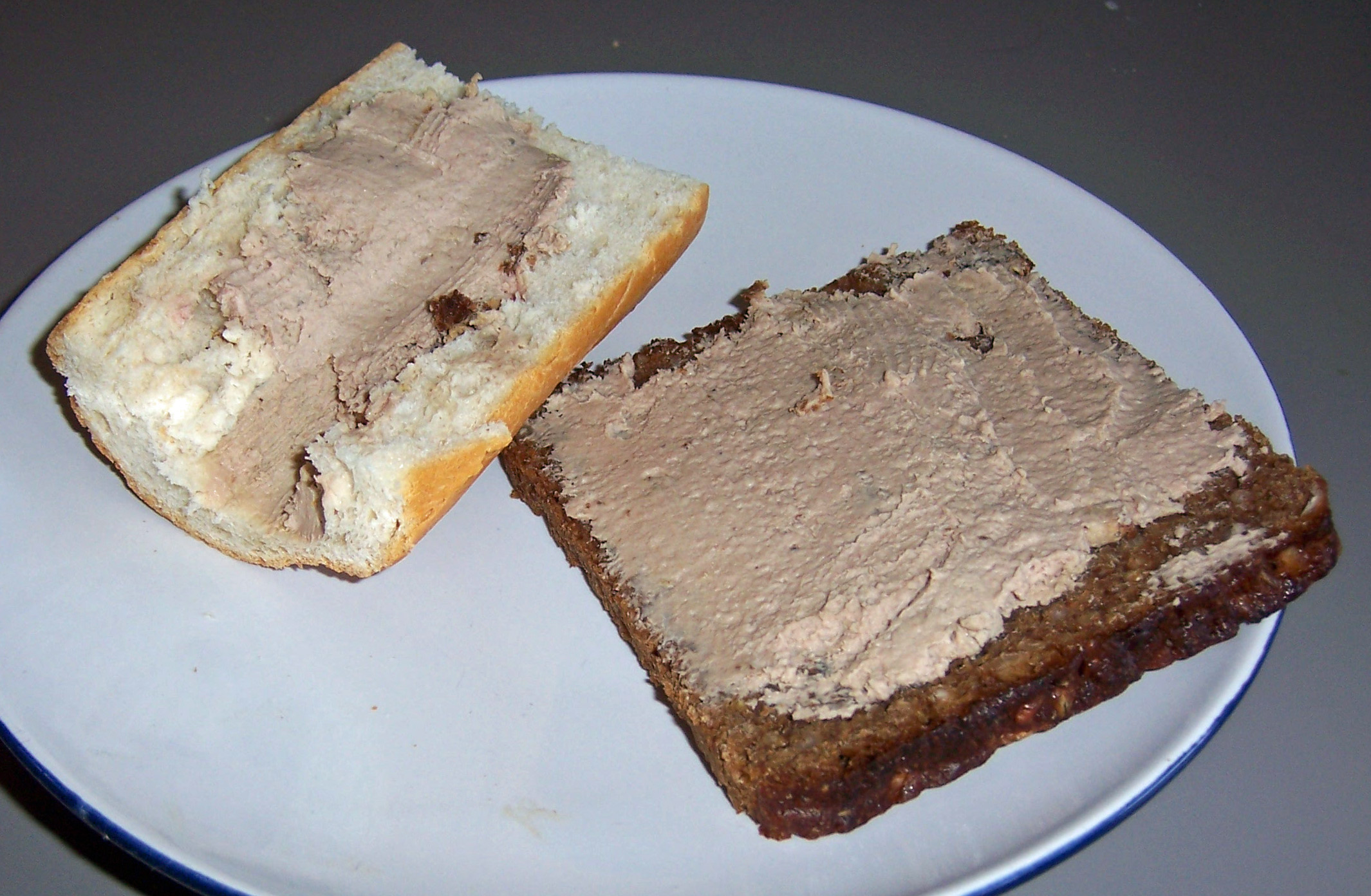
Tostadas de pan untadas con paté.

En algunos países del norte de Europa las tostas son consideradas elementos típicos del desayuno. En la cocina española se tiene el origen en la "tostá" andaluza y en lo sucesivo en algunas recetas como el pa amb tomàquet catalán. Es fácil ver en los bares españoles tapas consistentes en tostas diminutas.
Los sándwiches abiertos más conocidos internacionalmente son los escandinavos (danés: smørrebrød, noruego: smørbrød, sueco: smörgås) que consiste en una pieza de pan, a menudo de centeno (danés: rugbrød, sueco: rågbröd), que se cubre con fiambres diversos, gambas, salmón ahumado, caviar, huevo duro, panceta, arenque, bacalao en salazón, paté de hígado (danés: leverpostej, noruego: leverpostei, sueco: leverpastej) y pequeñas albóndigas.